# حركة الاشتراكيين العرب
حركة الاشتراكيين العرب تأسست عام 1963 انشقاقًا عن حزب البعث العربي الاشتراكي، لكونها من الجناح الذي رفض وصول البعث إلى السلطة بانقلاب، ويمثل تيار أكرم الحوراني. وانضمت للجبهة الوطنية التقدمية منذ إنشائها، لدعمها البعث بعد الحركة التصحيحية. الحركة ممثلة في مجلس الشعب عن طريق لوائح الجبهة.